# نيكولا بيلو
كانت نيكولا بيلو من بين أعضاء مشروع WWW في سيرن، وعملت مع تيم بيرنرز لي. انضمت للمشروع في نوفمبر 1990، وكانت حينها تدرس الرياضيات في ليستر بوليتكنك (حاليًا جامعة دي مونتفورت).
بمجرد انتهاء بيرنرز لي من متصفح "WorldWideWeb" لمنصة نكست، كتبت نيكولا عن متصفح لاين مود عام سمّي WWW كان بمقدوره العمل على الأنظمة الأخرى التي لا تعمل بمنصة نيكست. نشر فريق WWW المتصفح لعدة أجهزة كومبيوتر، من يونكس وحتى مايكروسوفت دوس، بحيث يستطيع أي شخص الوصول إلى شبكة الإنترنت، والتي تألفت في تلك المرحلة في المقام الأول من دفتر هاتف سيرن.
تركت نيكولا سيرن في نهاية أغسطس 1991، لكنها عادت بعد التخرج عام 1992، وعملت مع روبرت كايلي على ماكWWW، أول متصفح ويب لنظام ماك أو إس الكلاسيكي.

## روابط خارجية
- Archive of "People involved in the WorldWideWeb project"